# Parafia greckokatolicka Narodzenia św. Jana Chrzciciela w Słupsku
Parafia greckokatolicka pw. Narodzenia św. Jana Chrzciciela w Słupsku – parafia greckokatolicka w Słupsku. Parafia należy do eparchii wrocławsko-koszalińskiej i znajduje się na terenie dekanatu słupskiego.

## Historia parafii
Parafia greckokatolicka pw. Narodzenia św. Jana Chrzciciela w Słupsku funkcjonuje od 1974 r., księgi metrykalne są prowadzone od roku 1975.

## Świątynia parafialna
Cerkiew greckokatolicka znajduje się w Słupsku przy ulicy Jaracza 6a.